# Èrikèpaios
 (janvier 2019).
Si vous disposez d'ouvrages ou d'articles de référence ou si vous connaissez des sites web de qualité traitant du thème abordé ici, merci de compléter l'article en donnant les références utiles à sa vérifiabilité et en les liant à la section « Notes et références ».
Dans la religion orphique, Èrikèpaios (en grec ancien : Ἠρικεπαῖος / Ērikepaîos ; latin : Ericepaeus) était un titre du dieu Phanès, mentionné dans la poésie orphique et les mystères bacchiques associés, un nom non grec qui n'a pas encore été interprété.
Les érudits ont longtemps été perplexes sous le nom d’Èrikèpaios et, naturellement, la plupart d'entre eux ont tenté de le dériver de l'étymologie grecque, bien que cela semble discutable du point de vue linguistique. Le nom a également été pensé pour avoir des origines hébraïques en raison de sa ressemblance avec erekh appayim. On a soutenu, même dans l'Antiquité, que le nom Èrikèpaios était une importation orientale. Ainsi, Jean Malalas, historien d'Antioche au VIe siècle, tire son nom de la langue parlée dans sa région. Le nom est mentionné pour la première fois avec certitude dans le papyrus orphique de Gurôb, un texte de mystères dionysiaques de la fin du IIIe siècle av. J.-C.
Le mythographe Otto Gruppe a suggéré que le mythe de Phanès soit apparu sous sa forme originale à Babylone. De là, il s'est répandu sur le Proche-Orient et a pris racine notamment en Syrie et en Asie mineure. Les dieux de Babylone eux-mêmes n’ont pas été importés, mais le mythe a été rattaché aux divinités locales des districts où il s’est étendu.
Èrikèpaios est devenu important dans divers écrits néoplatoniciens de la soi-disant « théogonie rhapsodique », aujourd'hui perdue, elle a été composée à la période hellénistique, incorporant des œuvres antérieures. Il est connu par des résumés chez des auteurs néoplatoniciens.